# ماکس زیمون
ماکس زیمون (به آلمانی: Max Simon) (زاده ۱۶ ژانویه ۱۸۹۹، مرگ ۱ فوریه ۱۹۶۱) یک ژنرال آلمانی در دوره رایش سوم و از ۱۵ می ۱۹۴۳ تا ۲۲ اکتبر ۱۹۴۳ فرمانده لشکر سوم زرهی اس‌اس بود.